# Langlütjen

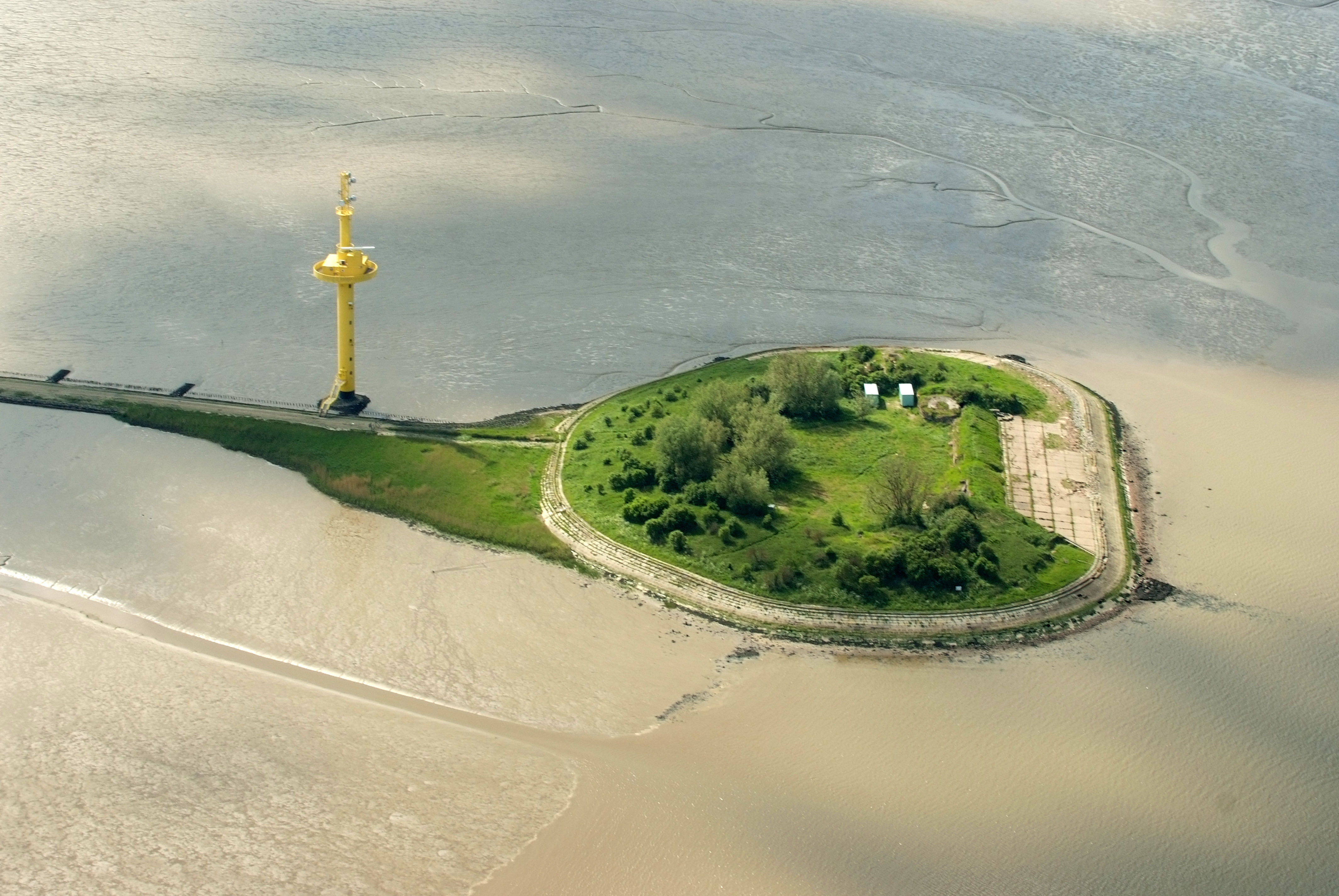
Insel Langlütjen I

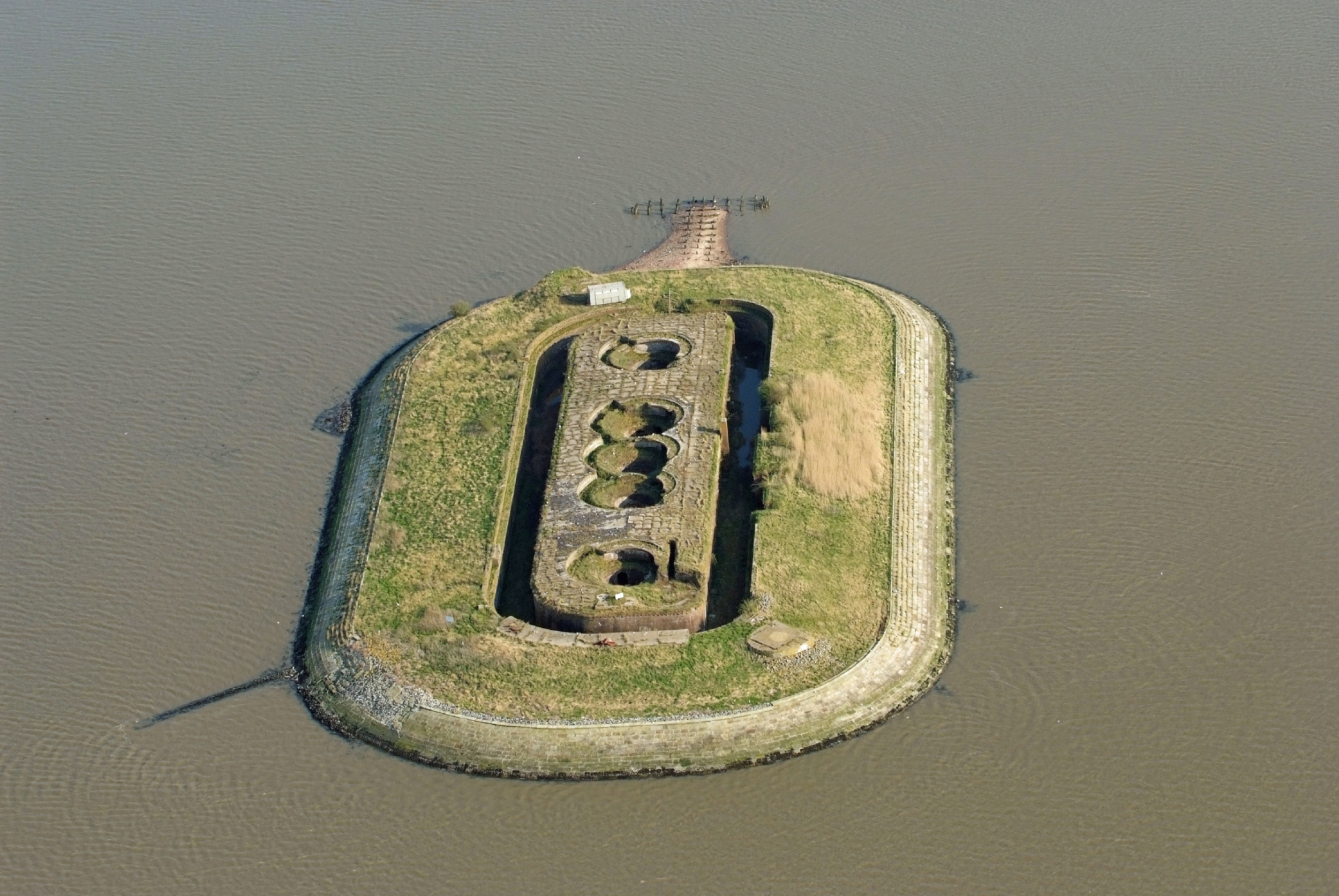
Insel Langlütjen II mit erhaltenem Festungsbauwerk

Watt Langlütjensand in der Außenweser

Langlütjen (früher: Langlütjensand) ist der Name der beiden im 19. Jahrhundert künstlich angelegten Watt-Inseln Langlütjen I und Langlütjen II in der Außenweser. Die Inseln liegen auf dem Gebiet der Gemarkung Blexen in der niedersächsischen Stadt Nordenham. Auf ihnen stehen Reste von zunächst preußischen und später kaiserlichen Marine-Forts, deren Aufgabe der Schutz der Bremer Häfen war. 1933 war Langlütjen II für einige Zeit ein „Schutzhaftlager“ der SA. Auf der gegenüberliegenden, bremischen Seite der Außenweser befanden sich die beiden Weserforts Brinkamahof.
Langlütjen ist auch der Name eines Richtfeuers (Ober- und Unterfeuer) als Seezeichen in der Außenweser. Diese beiden Türme liegen also nicht auf den Inseln, sondern etwa 12 km stromab von Langlütjen II in der Weser.

## Lage
Die beiden Inseln mit 16.000 und 17.000 m² Fläche liegen 2 km voneinander entfernt im Wattgebiet Langlütjensand der Außenweser, das bei Niedrigwasser trockenfällt. Etwa 1 km östlich von ihnen verläuft die Fahrrinne der Weser. Erreichbar sind die Eilande bei Niedrigwasser zu Fuß durch das Watt und bei Hochwasser mit dem Boot. Nach Langlütjen I führt vom Festland ein Damm. Die Inseln liegen gegenüber der Stadt Bremerhaven. Sie befinden sich in Höhe des Nordenhamer Ortsteils Blexen im Nationalpark Niedersächsisches Wattenmeer. Innerhalb des Nationalparks gehört Langlütjen I zur Schutzzone I (Ruhezone), Langlütjen II zur Schutzzone II.

## Bauentstehung
Die beiden Inselfestungen entstanden nach Plänen des königlichen Ingenieurkomitees Berlin. Die Bauweise lehnt sich an den belgischen Festungsbau und an französische Inselforts des 17. Jahrhunderts im Stil des Militärbaumeisters Vauban an. Die Errichtung der künstlichen Inseln bereitete im 19. Jahrhundert erhebliche Schwierigkeiten. Die Baustellen mit ihrer zeitweiligen Lage im Wasser waren den Kräften der See ausgesetzt. Die Bauwerke mussten fest gegründet sein, denn sie trugen später schwere Befestigungsanlagen und Geschütze. Außerdem sollten sie feindlichem Artilleriebeschuss standhalten.

## Frühere militärische Bedeutung
Von der Mitte des 19. Jahrhunderts bis zur Mitte des 20. Jahrhunderts dienten die künstlich aufgeschütteten Eilande als Küstenforts zur Sicherung gegen Angriffe von See. Sie bildeten mit den nicht mehr existenten Weserforts Brinkamahof I und II vor Bremerhaven ein Festungsviereck. Dass zu jener Zeit Küstenbefestigungen notwendig waren, zeigte sich während des Deutsch-Dänischen Krieges von 1864, als die überlegene dänische Flotte die deutsche Nordseeküste bedrohte und den Handel zum Erliegen brachte.

## Langlütjen I

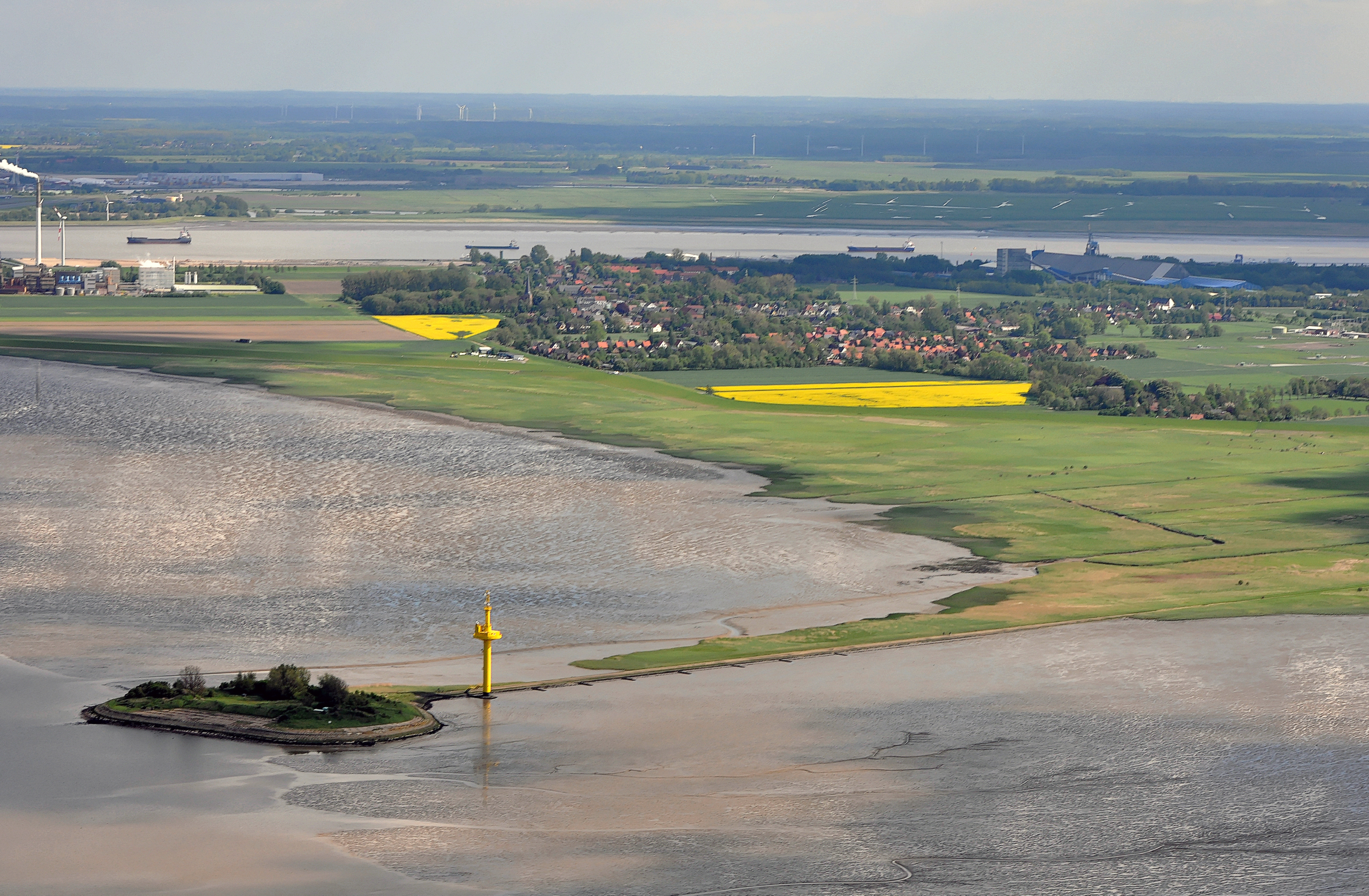
Wattinsel Langlütjen I mit Radarturm und Damm zum Festland

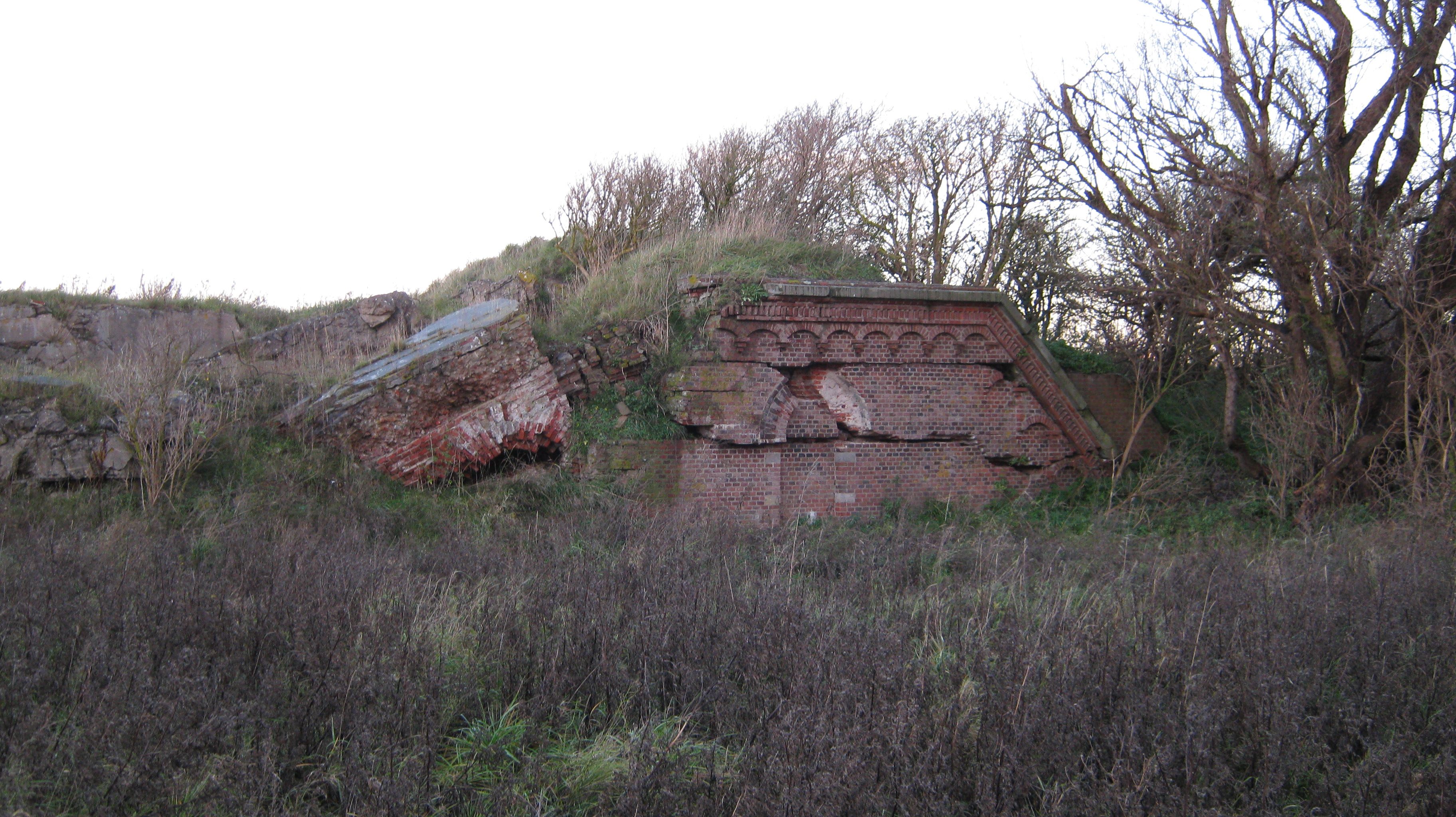
Befestigungsreste auf Langlütjen I

Auf der ehemaligen Sanddüne Langlütjensand entstand 1869/1870 eine künstliche Insel, die mit Erdwällen zu einem befestigten Küstenfort ausgebaut wurde (53° 33′ N, 8° 31′ O). Von den Bauarbeiten sind nur zu Langlütjen I Überlieferungen vorhanden, die gleichermaßen für Langlütjen II gültig sein dürften. Die Kosten für Langlütjen I wurden vor Baubeginn auf 300.000 Taler geschätzt, die tatsächliche Höhe ist nicht bekannt.
An dem Werk arbeiteten rund 300 Mann gleichzeitig. Die Herbeischaffung aller Baumaterialien für die 1869 begonnenen Arbeiten erfolgte per Schiff. Ab 1870 diente dazu der noch heute bestehende, 1,6 km lange Damm zum Festland, auf dem eine Schmalspurbahn mit einer Spurweite von 837 mm verkehrte. Während des Niedrigwassers war der Bauplatz bei ruhiger Witterung rund fünf Stunden, bei unruhiger See lediglich zwei Stunden frei von Wasser. Die Arbeiten konnten nur von März bis Dezember durchgeführt werden. In den Untergrund rammte man 112.000 Eichenholzpfähle. In den Fundamenten stecken 300.000 Bund Buschwerk, 2.700 m³ Backsteinschutt und 1.900 m³ Sandsteinquader aus Steinbrüchen bei Hameln und Springe.
Nach der Fertigstellung erhielt das Fort neun 21-cm-Geschütze in Panzertürmen und wurde bis zum Ende des Ersten Weltkrieges genutzt, war jedoch nie in Kampfhandlungen verwickelt. Nach Kriegsende fand eine Demilitarisierung statt und die Bewaffnung wurde von den Siegermächten entfernt.

### Flakbatterie Langlütjen I
Während des Zweiten Weltkriegs wurde die Bewaffnung auf Flak-Stellungen mit 10,5-cm-Geschützen in neu errichteten, betonierten Geschützständen umgestellt. Die Anlagen wurden nach dem Krieg gesprengt. Die Trümmerreste wurden in den 1970er Jahren aus Gründen des Küstenschutzes mit Sand überspült. Es ragen jedoch noch immer Trümmerreste aus dem Sand.

### Nachkriegszeit
Neben dem zum Festland führenden Damm wurde in Inselnähe 1983 ein Radarturm für die Weserschifffahrt errichtet und ist Teil der Radarkette der Verkehrszentrale Bremerhaven. Die Allerheiligenflut 2006 zog das Nordufer der Insel stark in Mitleidenschaft. Das Betonufer wurde unterspült und die Platten übereinander geschoben. An der Erdaufschüttung entstanden Steiluferbereiche. Seit etwa 1970 verschlechtert sich der Zustand der steinernen Uferbefestigungen stärker als in den 100 Jahren davor. 

### Vegetation
Die Vegetation des Inselinneren wird vor allem von Großer Brennnessel (Urtica dioica), Wiesenkerbel (Anthriscus sylvestris), Krausem Ampfer (Rumex crispus) und Gewöhnlichem Knäuelgras (Dactylis glomerata) gebildet. Alle Arten weisen auf hohe Nährstoffgehalte des Bodens hin. Glatthaferrasen bilden stellenweise und kleinflächig die Vegetation der Dämme. Im Inselinneren sind zahlreiche Holundersträucher (Sambucus nigra) aufgewachsen sowie mehrere hohe Silberweiden (Salix alba). Auch die Gehölze geben einen Hinweis auf den nährstoffreichen Untergrund. Die Vegetationsentwicklung verlief seit Ende des Zweiten Weltkriegs ungestört und weist in Richtung Weichholz-Auenwald als potenzielle natürliche Vegetation.
Für das Watt typische Salzpflanzen finden sich fast ausschließlich am Damm unterhalb des Leuchtfeuers. Dazu zählen Flügelsamige Schuppenmiere (Spergularia media), Strand-Aster (Aster tripolium), Strand-Dreizack (Triglochin maritimum), Milchkraut (Glaux maritima) und Englisches Löffelkraut (Cochlearia anglica).
Im Brackwassersumpf des Inselvorlandes hat sich ein ausgedehntes Schilfried entwickelt.

### Fauna
Vom Inseldamm aus sind mannigfaltige Vogelbeobachtungen möglich, zum Beispiel Brandgans, Rohrweihe, Singschwan, Austernfischer und andere Limikolen, verschiedene Seeschwalben und Rohrsänger. Das Schilfried im Inselvorland ist ein bedeutendes Brutgebiet.

## Langlütjen II

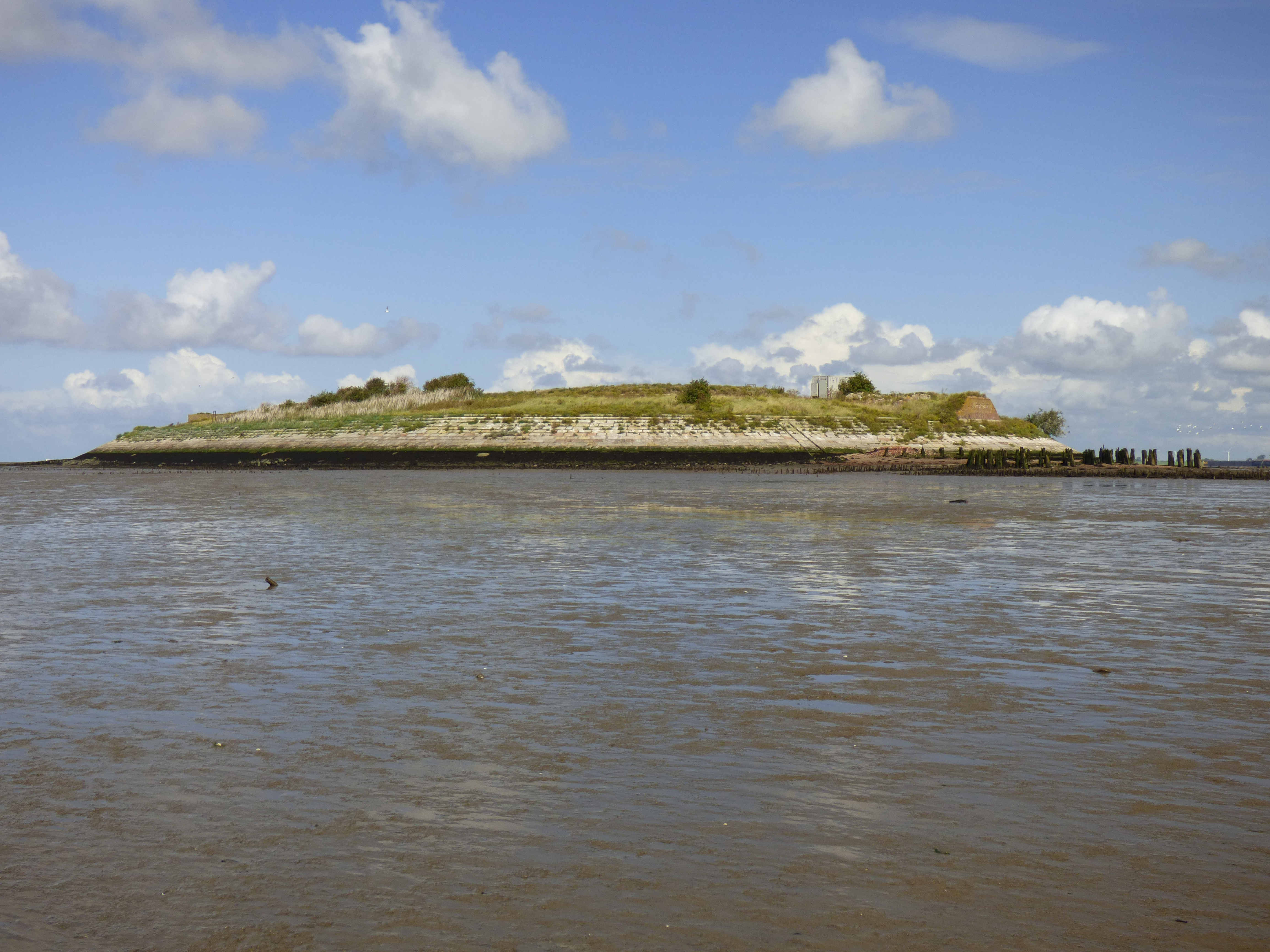
Langlütjen II vom Watt aus gesehen

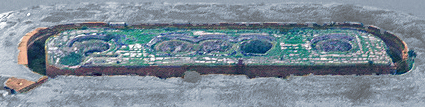
Festungsbauwerk (farblich abgehoben) auf Langlütjen II mit Öffnungen der früheren Geschütztürme

Nordwestlich von Langlütjen I wurde 1872–1876 die Insel Langlütjen II (53° 35′ N, 8° 30′ O) künstlich mit Sand aufgeschüttet. Die Insel ist ohne Verbindung zum Festland und nur mit dem Boot oder bei Niedrigwasser zu Fuß zu erreichen. Sie hat eine ovale Form mit einer Länge von etwa 200 m und einer Höhe von 10 m ü. NN. Darauf wurde ein Fort als rechteckiger Kasemattenbau aus Ziegelmauerwerk mit abgerundeten Ecken errichtet. Die Kasematten haben gewölbte Decken und sind beschusssicher ausgebaut. Das Fort wird von einem 8 m tiefen Graben geschützt. Es konnte 1880 in Betrieb genommen werden und war für 100 Mann Besatzung vorgesehen, die hier bis zu vier Monate autark leben konnten. Die Bewaffnung im Ersten Weltkrieg bestand aus fünf drehbaren Panzertürmen mit 28-cm-Kanonen sowie zwei separaten 15-cm-Geschützen. Obwohl der Feind erwartet wurde, kam es zu keinerlei Kampfhandlungen. Nach dem Ersten Weltkrieg wurden die militärischen Installationen des Forts von den Siegermächten demontiert. Im Zweiten Weltkrieg trug die Befestigungsanlage 2-cm-Flugabwehrgeschütze und Suchscheinwerfer.

### „Schutzhaftlager“ (provisorisches KZ)
In der Festungsanlage von Langlütjen II befand sich vom 9. September 1933 bis zum 25. Januar 1934 ein „Schutzhaftlager“ der SA. Es wurde auf Veranlassung der Bremer Gestapo eingerichtet, um politische Gefangene aus dem bremischen KZ Mißler aufzunehmen. Neben dem SA-Wachpersonal sollen bis zu 100 Gefangene untergebracht worden sein, denen der tiefe Wallgraben als Gefängnishof diente. Die Schreie von gefolterten Gefangenen seien meilenweit zu hören gewesen. Bei Annäherung an die Insel wurden unangemeldete Besucher ohne Vorwarnung beschossen. In der Bevölkerung wurde die Insel bald auch „Teufelsinsel“ oder „KZ unter dem Meer“ genannt. Aus Kostengründen und wegen der umständlichen Versorgung wurde die Gefangenenunterbringung nach fünf Monaten wieder eingestellt.

### Nachkriegszeit
Die Insel ist in einem schlechten baulichen Zustand. Seit etwa 1970 verschlechterte sich der Zustand der Festungswerke und auch der steinernen Uferbefestigungen stark. Das Betreten der Insel ist verboten. Im Rahmen von Wattwanderungen kann Langlütjen II aber mit einem sachkundigen Führer besichtigt werden.

### Bedeutung als Baudenkmal
Das Niedersächsische Landesamt für Denkmalpflege bewertete 1996 die bauhistorische Bedeutung der Insel Langlütjen II wie folgt:
Wegen des guten Erhaltungszustandes kommt dem Fort auf Langlütjen II eine herausragende Denkmaleigenschaft zu. Das Objekt ist eine einzigartige militärische Anlage in Deutschland aus der Mitte des 19. Jahrhunderts. Sie dokumentiert:
- National- und Landesgeschichte aus der Entstehungszeit des Deutschen Reichs von 1871
- politische Geschichte aus den Anfängen der NS-Zeit
- Wasserbautechnik
- Wehrtechnik eines Seeforts

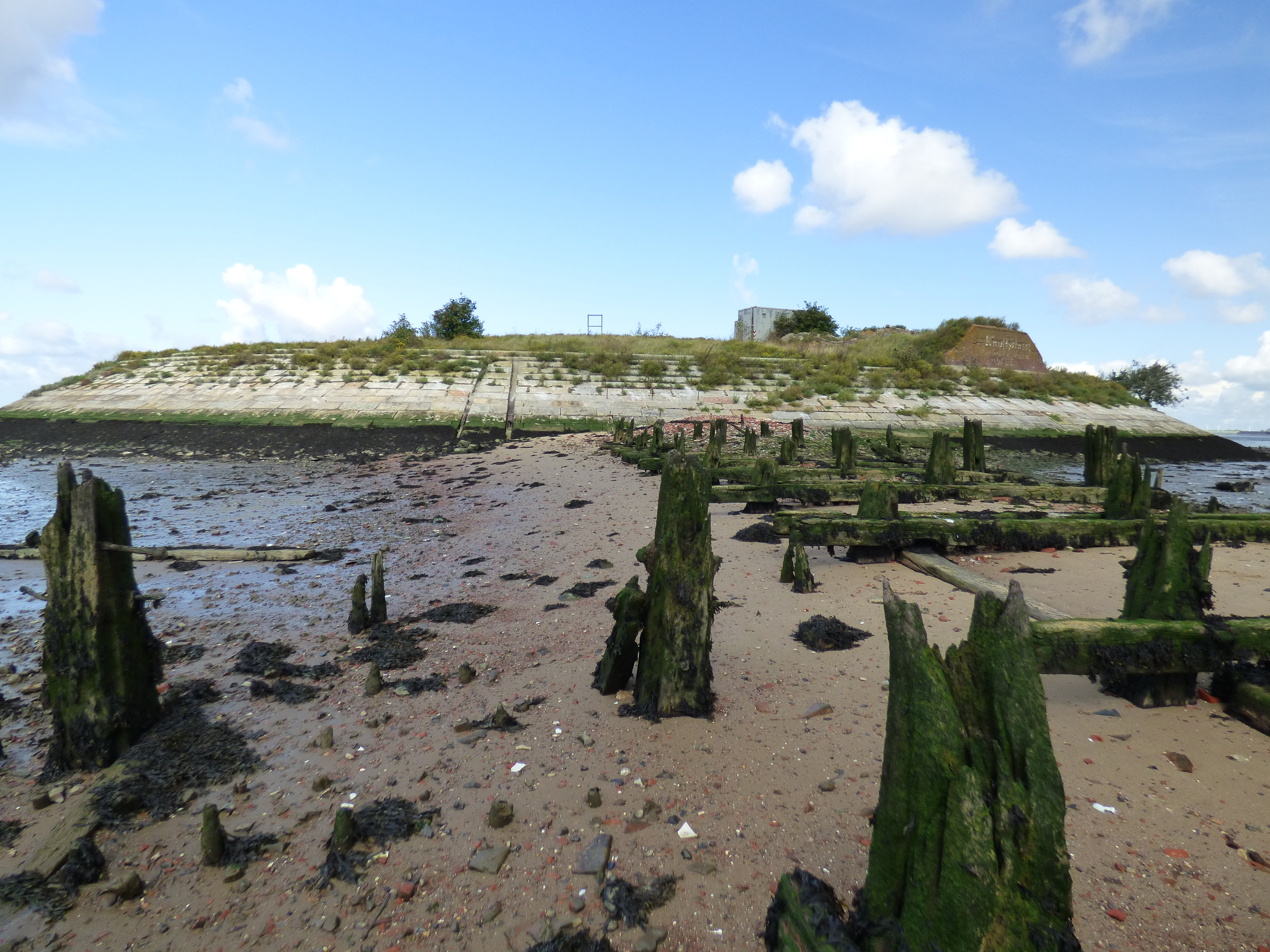
Langlütjen II vom Anleger
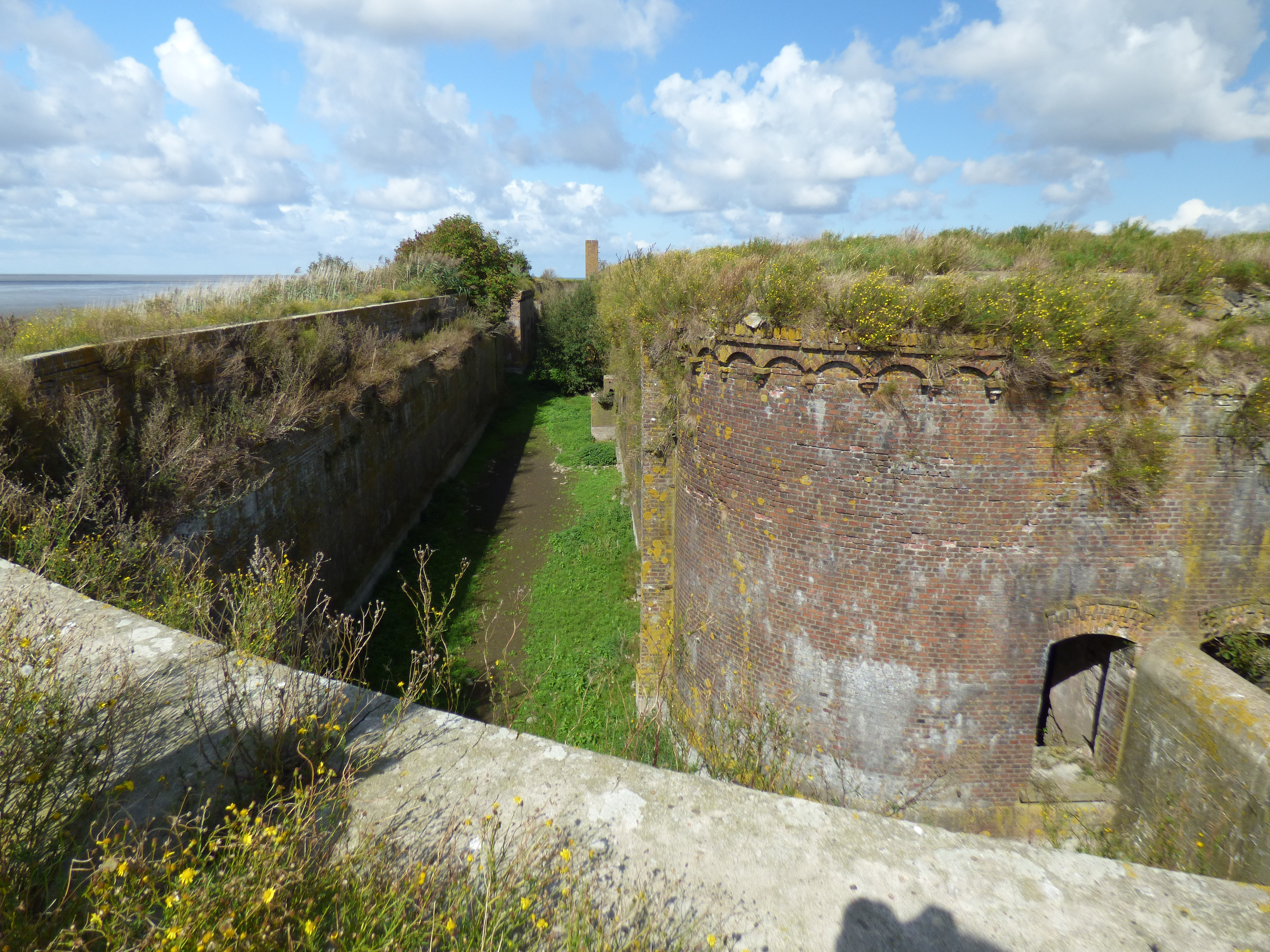
Graben der Festung, im oberen Bereich ist der Patrouillengang zu erkennen.
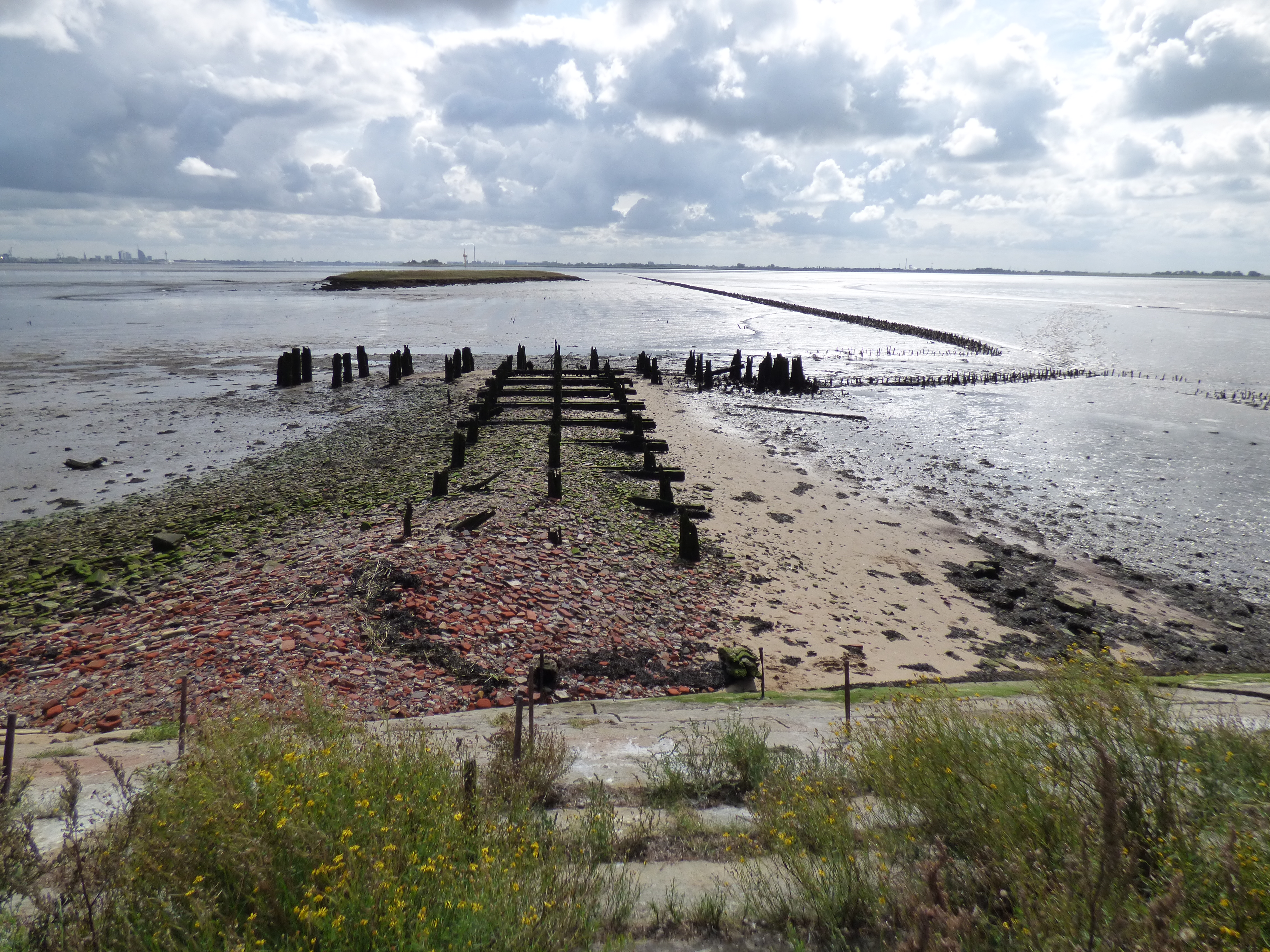
Reste des Anlegers der Insel
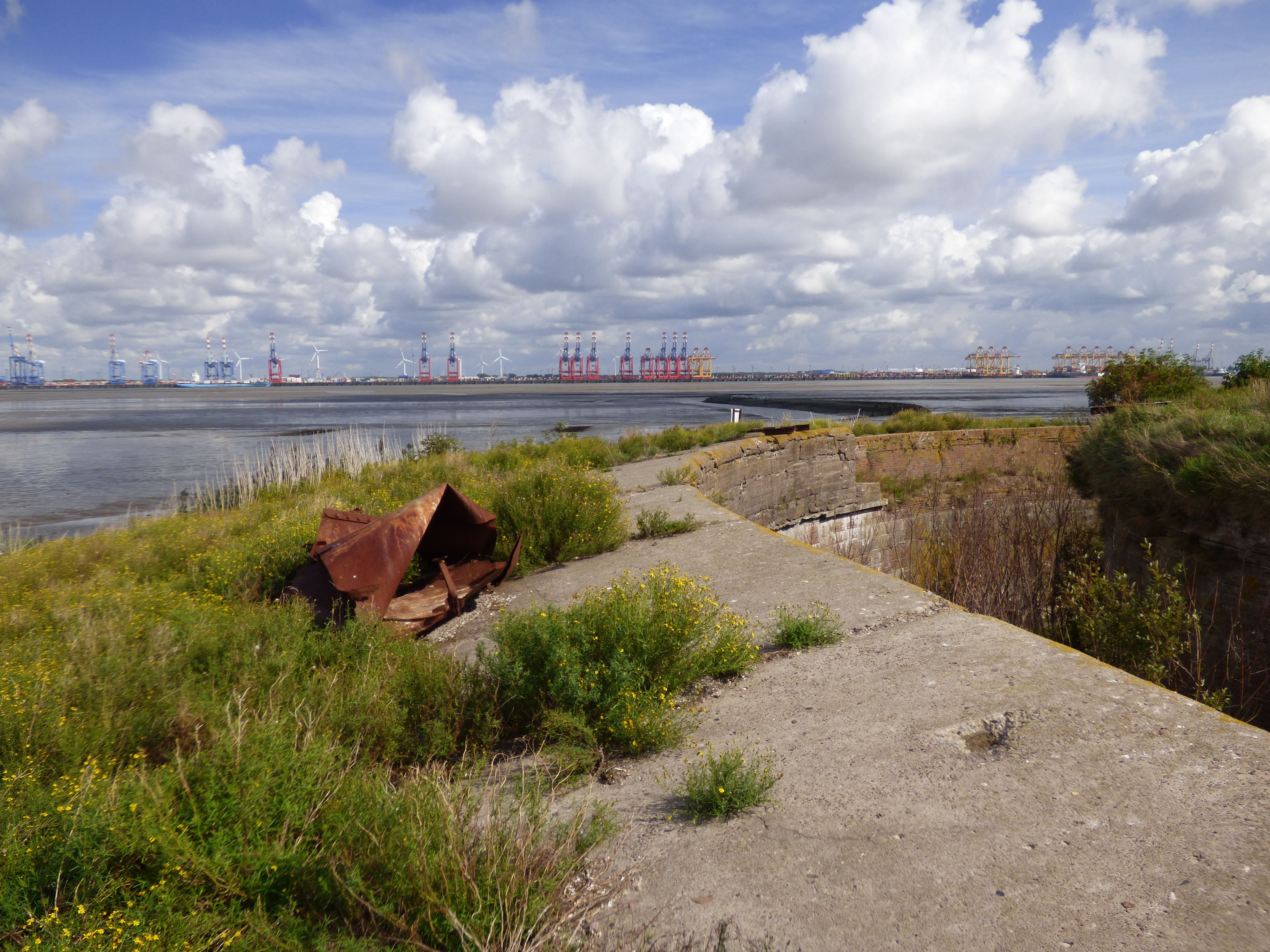
Blick auf Bremerhaven

## Inselverkauf
Die beiden Inseln gehörten von jeher dem Staat, nach dem Zweiten Weltkrieg dem Bund. Etwa ab dem Jahre 2000 wurden sie als entbehrlich befunden und die Bundesanstalt für Immobilienaufgaben bot sie ab August 2005 als Investoren-Objekte zum Kauf an. Als Kaufpreis pro Insel wurde die Summe von mindestens 100.000 Euro genannt. Als Nutzungsart wurde sanfter Tourismus vorgeschlagen.
Angepriesen wurden die Inseln mit dem Text:
Zum Verkauf stehen zwei einzigartige Inseln, auf denen sich ein Stück deutscher Geschichte mit der Frische der Nordseeluft vermengt. Ursprünglich dienten diese beiden künstlich aufgeschütteten Inseln mit ihrer architektonisch bedeutsamen und weltweit einzigartigen Festungsanlage als kaiserliches Marine-Fort der militärischen Verteidigung der Wesermündung.
Die Verkaufsabsichten stießen in der Bevölkerung auf Ablehnung. Dagegen wurde vorgeschlagen, wegen der früheren Inhaftierung von politischen Gefangenen in den Jahren 1933/34 auf einer der beiden Inseln eine Gedenkstätte einzurichten. Am 5. November 2005 gründete ein Landwirt aus Spieka-Neufeld bei Cuxhaven den „Verein Inselfort Langlütjen II“. Der Verein wollte Geld für die Erhaltung der ehemaligen Festungsinsel sammeln und aus ihr ein attraktives Tourismusziel machen.
Nachdem im Dezember 2005 die Nordsee-Zeitung berichtet hatte, dass beide Inseln an einen Käufer aus Süddeutschland verkauft worden seien, teilte die Bundesanstalt für Immobilienaufgaben (Nebenstelle Oldenburg) am 20. Januar 2006 mit, dass die Wattinseln 2006 verkauft wurden. Die beiden Käufer wurden darauf hingewiesen, dass die Inseln inmitten des Nationalparks Niedersächsisches Wattenmeer liegen und unter Denkmalschutz stehen. Die Eigentümer sind daher an die gesetzlichen Natur- und Denkmalschutzbestimmungen gebunden.

### Langlütjen I nach dem Verkauf
Käuferin ist eine Geschäftsfrau aus Oldenburg. 2015 berichteten Medien, dass sich nach Erkenntnissen der Nationalparkverwaltung Niedersächsisches Wattenmeer in Wilhelmshaven zeitweise größere Besuchergruppen auf der Insel mit Duldung der Eigentümerin aufhielten, was die Ruhezone des Nationalparks störte. Die Eigentümerin dachte wegen der Streitigkeiten zu der Zeit an den Verkauf der Insel, da ihr ein gutes Angebot vorlag.

### Langlütjen II nach dem Verkauf
Käufer ist ein Bremer Kaufmann. Die Nordsee-Zeitung berichtete 2008 unter der Überschrift „Festungsinsel nun Kulturdenkmal“ darüber, dass der Bremer Erwerber „die Insel wieder in den Original-Zustand versetzen und für einen sanften Tourismus nutzbar“ machen will.
Im August 2008 hieß es in einer Reportage des Bremer Kurier am Sonntag, dass der Besitzer auf Langlütjen II ein Hotel errichten möchte. Schon 2005 hieß es für den Fall, dass auf Langlütjen ein Hotel entstehen würde: „Die Postadresse der Inseln würde dann lauten: Wasserstr. 5298, Außenweser.“
2010 kam es zu einem Ideenwettbewerb unter Architekturstudenten der Technischen Universität Braunschweig zur Gestaltung eines Hotels auf der Insel. Dabei entstanden neun Modelle. 2015 berichteten Medien, dass der Eigentümer plane, für 10 Millionen Euro eine Hotelanlage und Eigentumswohnungen zu errichten. Zu dem Zeitpunkt habe er rund eine Million Euro in Sicherungsarbeiten auf der Insel und die Sanierung des beschädigten Uferdeckwerks investiert. Das Ufer sei sturmsicher gemacht worden. Das Verfüllen mit Beton habe sich als Fehler erwiesen, weil „sich der Druck der Wellen nicht mehr verteilt“. Die Kasematten seien inzwischen aufgeräumt, dort sei ein Inselmuseum geplant.
Das Vorhaben zur touristischen Nutzung kommt seither nicht voran. Das Regionalforum Unterweser stellte 2016 fest, dass eine Konfliktsituation zwischen den Bauplänen und den Interessen des Nationalparks Niedersächsisches Wattenmeer sowie der Bedeutung als Baudenkmal bestehe. Zudem würde das Ausbleiben einer Sanierung den Erhalt des maritimen Bauwerks gefährden.

## Rezeption
Nach umfangreichen Recherchen schrieb der Regisseur Jens-Erwin Siemssen von der Theatergruppe Das letzte Kleinod ein Theaterstück, das unter dem Titel „Langlütjen II – Dokumentarische Landschaftsinszenierung einer Insel“ am 19. Mai 2006 auf der Insel Premiere hatte. Das Stück wurde teilweise zu ungewöhnlichen Zeiten aufgeführt, weil bei der Anfahrt zur Insel auf die Tide Rücksicht genommen werden musste. Die Besucher begaben sich auf einen Rundkurs über die Insel und an verschiedenen Stationen wurde die Geschichte der Insel in Szene gesetzt.

## Sonstiges
- An verschiedenen Ruinenteilen von Langlütjen I und II wurden rechtsextremistische Graffiti hinterlassen.

## Sagen und Legenden
- Vom Schimmel auf Langlütjensand[10]